# Zatańcz ze mną, proszę
Zatańcz ze mną, proszę − pierwszy singiel promujący płytę Łez pt. Bez słów..., wykonywany przez nową wokalistkę zespołu Sarę Chmiel.
Do utworu nakręcono teledysk, w którym gościnnie wzięli udział Paweł Staliński i Paulina Biernat. Miał on swą oficjalną premierę 21 kwietnia 2011.